# Museo diocesano (Torino)
Il Museo diocesano di Torino ha sede nella chiesa inferiore della cattedrale di San Giovanni Battista ed è stato inaugurato l'11 dicembre 2008 dal cardinale Severino Poletto, allora arcivescovo della diocesi.
La chiesa inferiore ha dimensioni e pianta esattamente uguali al duomo ed era destinata in origine ad ospitare le tombe dei Savoia e degli arcivescovi della città. Gli scavi archeologici, compiuti in anni recenti ed ora visibili nel museo hanno messo in luce i resti di tre chiese paleocristiane che occupavano l'area, demolite per la costruzione dell'attuale cattedrale: la prima dedicata al Salvatore, la seconda a san Giovanni Battista e la terza dedicata a santa Maria "de dompno".
Per questo l'allestimento del Museo diocesano di Torino è stato progettato per valorizzare e preservare la valenza storica degli ambienti in cui trova sistemazione: essere "museo di se stesso". Questo ha comportato il rispetto delle testimonianze architettoniche ed archeologiche preesistenti.

## Opere
L'esposizione delle opere è organizzata per aree tematiche, dedicando i primi spazi all'evoluzione della liturgia per l'iniziazione cristiana (battesimo ed eucaristia), per proseguire in un'area incentrata sulla devozione mariana.
Lo spazio centrale è riservato all'evoluzione della liturgia della Parola, con interessanti confronti tra gli altari pre e post riforma cattolica.
Completano il percorso la pinacoteca, che accoglie notevoli opere d'arte, tra le quali 'La Deposizione' del grande pittore del '900 Pietro Augusto Cassina, ordinate per tipologia, epoca e materiali e l'area archeologica, che esemplifica l'articolata stratificazione storica della città.

## Aree tematiche
L'esposizione è stata suddivisa in aree tematiche tese a riflettere i momenti salienti della vita cristiana, con aree tematiche dedicate al battesimo, all'eucaristia, alla devozione mariana ed al culto dei santi. Completano queste tematiche aree dedicate a periodi storici importanti per l'arte, quale il Rinascimento.

### Il battesimo
Nell'area dedicata al battesimo, si trovano:
- il primo fonte battesimale del duomo (fine XV secolo), in pietra;
- una tempera su tavola di Martino Spanzotti, il Battesimo di Gesù Cristo (1509 - 1510).

### La devozione mariana
La sezione mariana accoglie una particolare statua femminile realizzata in marmo greco, presumibilmente di reimpiego e di datazione incerta, ma che dovrebbe far parte di un Compianto.

### Il Rinascimento
Nell'area dedicata all'arte del Rinascimento ed alla liturgia pre-tridentina, insieme ai volumi ed alle decorazioni lapidee sono visibili:
- il centrotavola con lo stemma del cardinale della Rovere;
- il trattato di architettura di Leon Battista Alberti;
- Madonna con sant'Anna (fine XV secolo), tempera su tavola, attribuita a Antoine de Lonhy;
- San Nicola da Bari (1508 - 1510), tempera su tavola, di Girolamo Giovenone;
- Genealogia di Maria Vergine (inizio XVI secolo), tempera su tavola, di Gandolfino da Roreto;
- Sacra Famiglia con sant'Anna e santa Caterina d'Alessandria (prima metà del XVI secolo), tempera su tavola, di scuola bolognese.

## L'area archeologica
Nel museo sono visibili parti delle strutture architettoniche riportate alla luce con gli scavi archeologici del 1996:
- i resti di edifici d'epoca romana;
- le basiliche cristiane di Santa Maria e di San Salvatore;
- le tracce del battistero di San Giovanni Battista;
- un sepolcreto medievale.